# Victor Wegnez
Victor Wegnez (Brussel, 25 december 1995) is een Belgische hockeyspeler.

## Levensloop
In zijn jeugdjaren speelde Wegnez bij Daring. In 2017 tekende hij een contract bij KHC Dragons. Eén jaar later werd hij terug naar de hoofdstad gehaald door Racing.
In 2018 haalde hij met de Red Lions de Wereldtitel in Bhubaneswar.